# Aviones (álbum)
Aviones es el quinto y último disco estudio del grupo de rock español Pereza. Salió a la venta en España el 25 de agosto del 2009 con un formato de libro CD+DVD. En octubre de 2009, mes y medio después de su lanzamiento, se convierte en disco de oro, con más de 30000 copias vendidas. Este disco es el más acústico y tiene un toque country, sin olvidar sus raíces pop-rock. El grupo experimenta por primera vez con instrumentos como el banjo o el mellotron.

## Canciones
1. Windsor - 4:10
2. Violento amor - 3:55
3. Lady Madrid - 3:12
4. 4 y 26 - 4:20
5. Amelie - 3:50
6. Pirata - 3:40
7. Leones - 3:50
8. Backstage - 3:25
9. Champagne - 4:21
10. Que parezca un accidente - 3:31
11. La chica del Tirso - 4:00
12. Está lloviendo - 3:31
13. Voy a comerte - 3:57
14. El día que no pueda más - 3:50
15. Escupe - 3:10
16. Señor kioskero - 3:05
17. Llévame al baile - 4:00

- Datos: Q5714426